# 中広全延
中広 全延（なかひろ まさのぶ、1958年 - ）は、日本の医学者、精神科医。神戸夙川学院大学教授。夙川学院短期大学名誉教授。医学博士。

## 来歴
- 1958年 - 大阪府に生まれる
- 1982年 - 大阪大学医学部医学科卒業
- 1984年 - 大阪大学大学院医学研究科博士課程中退。大阪大学医学部文部教官助手
- 1987年 - 医学博士（大阪大学）[2]
- 1988年 - イリノイ州ノースウェスタン大学研究員
- 1990年 - 国立療養所松籟荘研究検査科長
- 1998年 - 夙川学院短期大学教授。後に名誉教授
- 2012年 - 神戸夙川学院大学観光文化学部教授[1][3]

## 著書

### 単著
- 『カラヤンはなぜ目を閉じるのか—精神科医から診た“自己愛”』新潮社、2008年。ISBN 9784103067313。
- 『三島由紀夫と夏目漱石のナルキッソスたち—精神科医から診た“自己愛” PART II』遊学社、2013年。ISBN 9784904827222。